# シリコンバレー

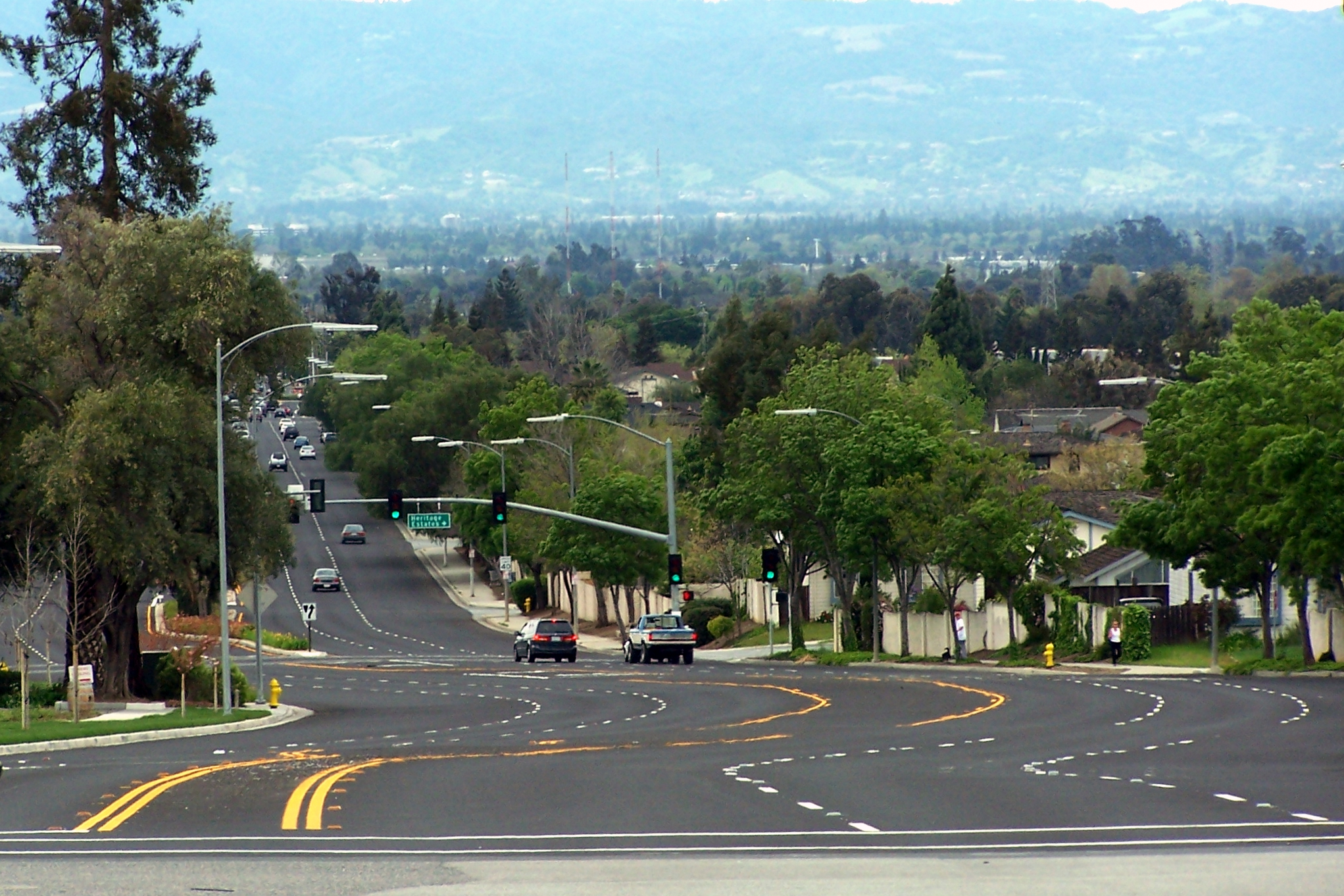
シリコンバレー

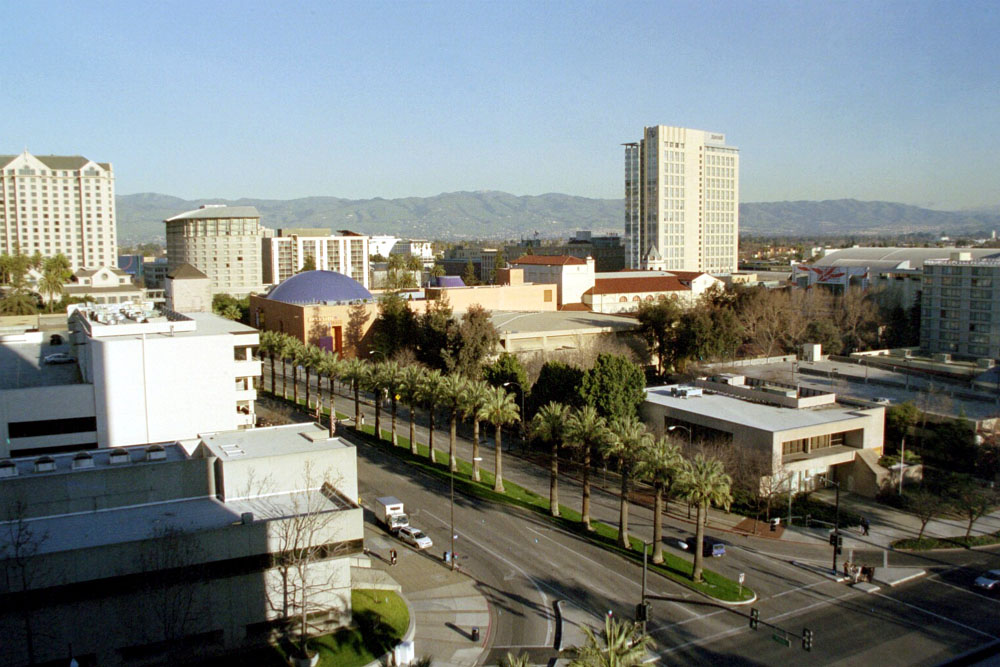
サンノゼ・ダウンタウン

シリコンバレー（Silicon Valley）は、アメリカ合衆国カリフォルニア州北部のサンフランシスコ・ベイエリアの南部に位置しているサンタクララバレーおよびその周辺地域の名称。特定の一箇所を公的に指す地名ではなく、ある程度広い地域一帯の通称として使用される。
名称は、多数の半導体メーカー（半導体の主原料はケイ素、英: silicon）が集まっていたこと、および地形（渓谷、英: valley）に由来する。1955年、ウィリアム・ショックレーの半導体研究を支援するために、アーノルド・ベックマンがショックレー半導体研究所を設立したのが、始まりである。
この地域ではApple、インテル、ナショナル セミコンダクター、Google（Alphabet）、Facebook（Meta）、アプライド・マテリアルズ、Yahoo!、アドビ、シスコシステムズなどに代表されるソフトウェアやインターネット関連企業が多数生まれ、IT企業の一大拠点となっている。

## 概要
具体的には、北はサンマテオ周辺からサンノゼまでの複数の市を指す。シリコンバレーの中心は、サンノゼ、マウンテンビュー、サニーベール、サンタクララ、クパティーノなどさまざまな都市である。
元々メンローパークにあるスタンフォード大学出の技術者がヒューレット・パッカードなどのエレクトロニクス、コンピュータ企業を設立し、この大学の敷地をスタンフォード・インダストリアル・パークとしてこうした新技術の会社を誘致したのが始まりともいわれている。また、トランジスタの発明者の一人であるウィリアム・ショックレーがこの地にショックレー半導体研究所を設立し、そこを辞めた8人（8人の反逆者）が設立したフェアチャイルドセミコンダクターや、更にそこからインテルをはじめとする多くの半導体企業が生まれたことにちなみシリコンバレーと呼ばれるようになった。

## 歴史
第二次世界大戦前には現在の繁栄からは想像することが困難なくらい、目ぼしい産業は現在のシリコンバレーの地域には存在しなかった。第二次世界大戦中にスタンフォード大学を中心として軍需関連の産業が勃興した。中心的な役割を果たしたのはリットンインダストリーズやアンペックス、ヴァリアン・アソシエイツ、ヒューレットパッカードでシリコンバレーの黎明期に地域の人材の受け皿になった。その後、半導体産業の発展と共に株式公開が相次ぎ、それらの資金が地域のベンチャー企業に再投資され、正のフィードバックにより好循環が生まれ発展を続ける。
半導体は依然としてこの地域の経済の主要な構成要素で、シリコンバレーは、ソフトウェアとインターネットサービスの革新で近年最も有名になっている。シリコンバレーは、コンピュータのオペレーティングシステム、ソフトウェア、およびユーザーインターフェースに大きな影響を与えた。
発明家のダグラス・エンゲルバートは、NASA、アメリカ空軍、ARPAからの資金により、1960年代半ばと1970年代に、スタンフォード研究所（現在のSRIインターナショナル）でマウスとハイパーテキストベースのコラボレーションツールを発明した。現在、「すべてのデモの母」として知られている。SRIにあるエンゲルバートのオーグメンテイション研究センター（ARC）は、ARPANET（インターネットの前身）の立ち上げとネットワーク情報センター（現在はInterNIC）の立ち上げにも関わっていた。ゼロックスは、1970年代初頭から、エンゲルバートの最高の研究者を何人か雇い、次に、1970年代と1980年代に、ゼロックスのパロアルト研究所（PARC）は、オブジェクト指向プログラミング、グラフィカルユーザーインターフェイス（GUI）、イーサネット、PostScript、およびレーザープリンターで中心的な役割を果した。
ゼロックスはその技術を使用して機器を販売していたが、ほとんどの場合、その技術は他の場所で繁栄していた。ゼロックスの発明のディアスポラは、直接スリーコムとアドビにつながり、間接的には、シスコ、アップル、およびマイクロソフトにつながった。アップルのMacintoshGUIは、主にスティーブ・ジョブズがPARCを訪問し、その後主要な担当者を雇用した結果であった。シスコの推進力は、スタンフォード大学のイーサネットキャンパスネットワークを介してさまざまなプロトコルをルーティングする必要性から生じた。
2010年代においても、起業志望者のほか、商機・人材の獲得やオープンイノベーションを目指す米国内外の企業が相次ぎ進出している。トヨタ自動車など日本企業も含まれる。
それに伴って転入・居住者が急増し、交通渋滞や住宅価格の上昇、それによるホームレス増加といった問題も起きている。こうした過密への対策と、自家用自動車を持ちたがらないミレニアル世代の就労者増加により、公共交通機関の便が良いサンノゼ・ディリドン駅周辺の南部へ向けてシリコンバレーが広がりつつある。
2020年代になっても住宅価格の高騰に歯止めがかからず、遠距離にある安価な住宅地からの通勤も増えている。このためテスラ、オラクル、ヒューレット・パッカード・エンタープライズ、トヨタ北米本社などがテキサス州へ移転している。

## 著名な企業
多くの先端IT企業がシリコンバレー内に本拠を置いている。以下はFortune 1000にリストされている企業である：
- アドビ （Adobe Inc.）

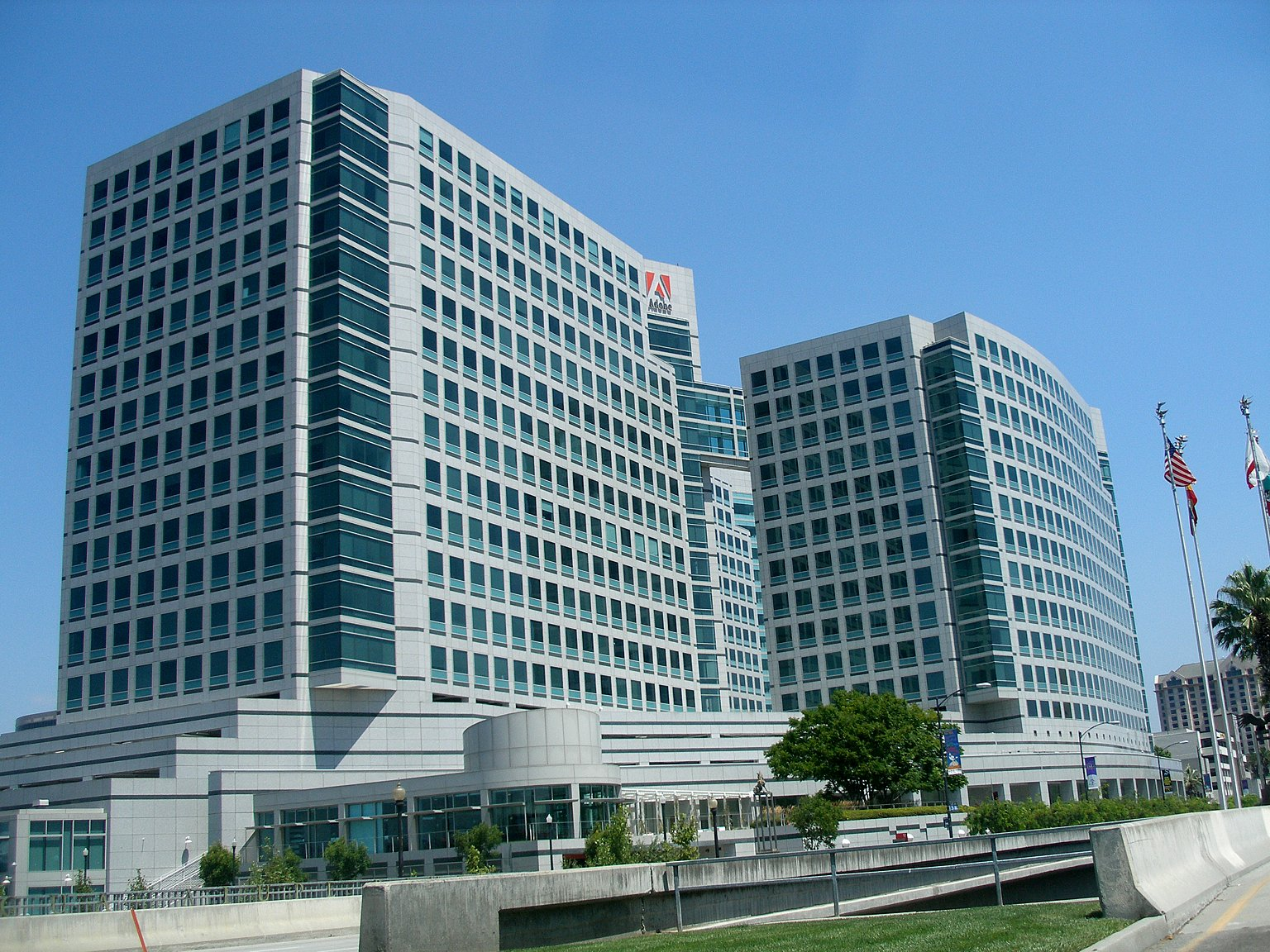
アドビ

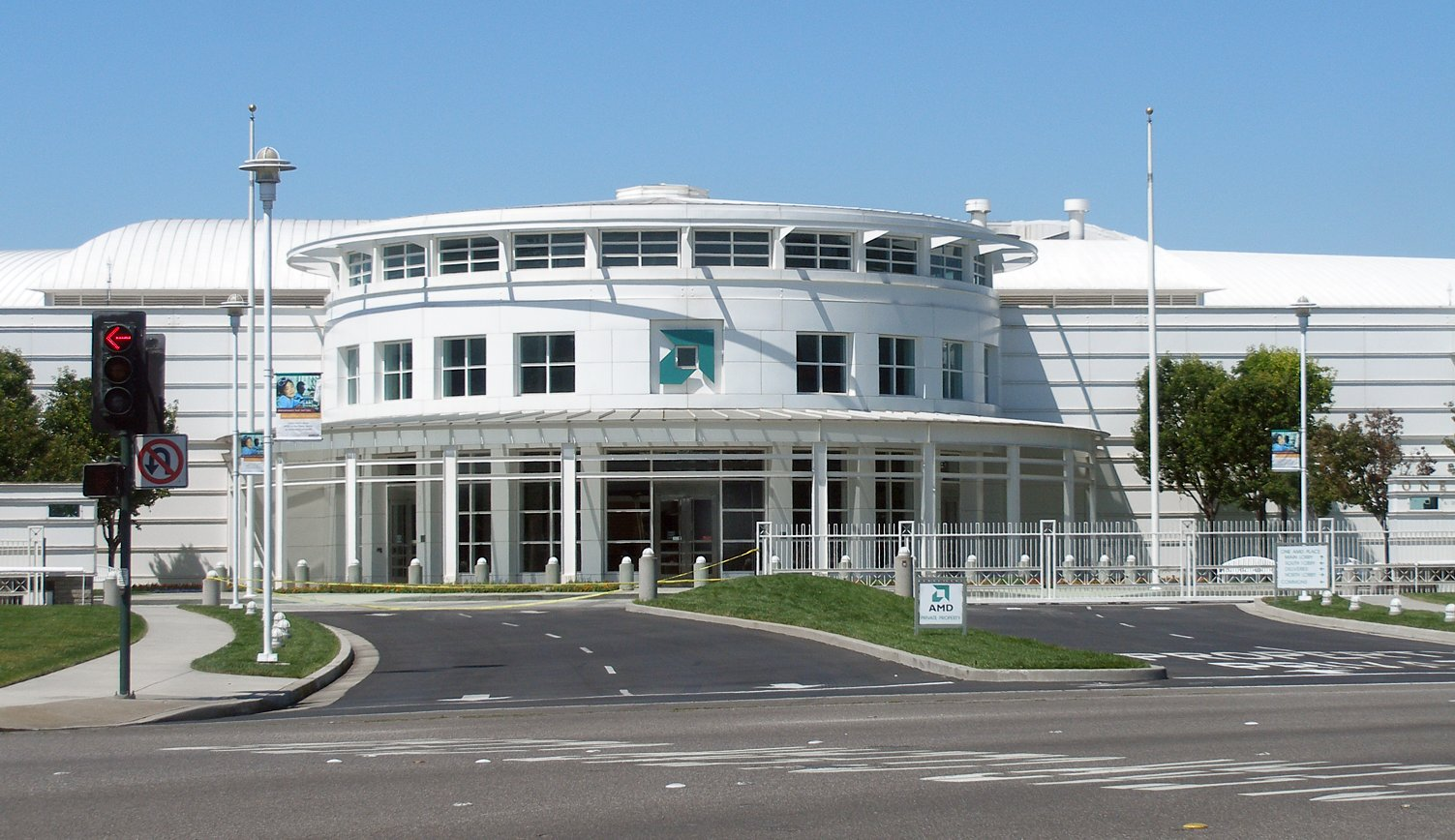
アドバンスト・マイクロ・デバイセズ (AMD)

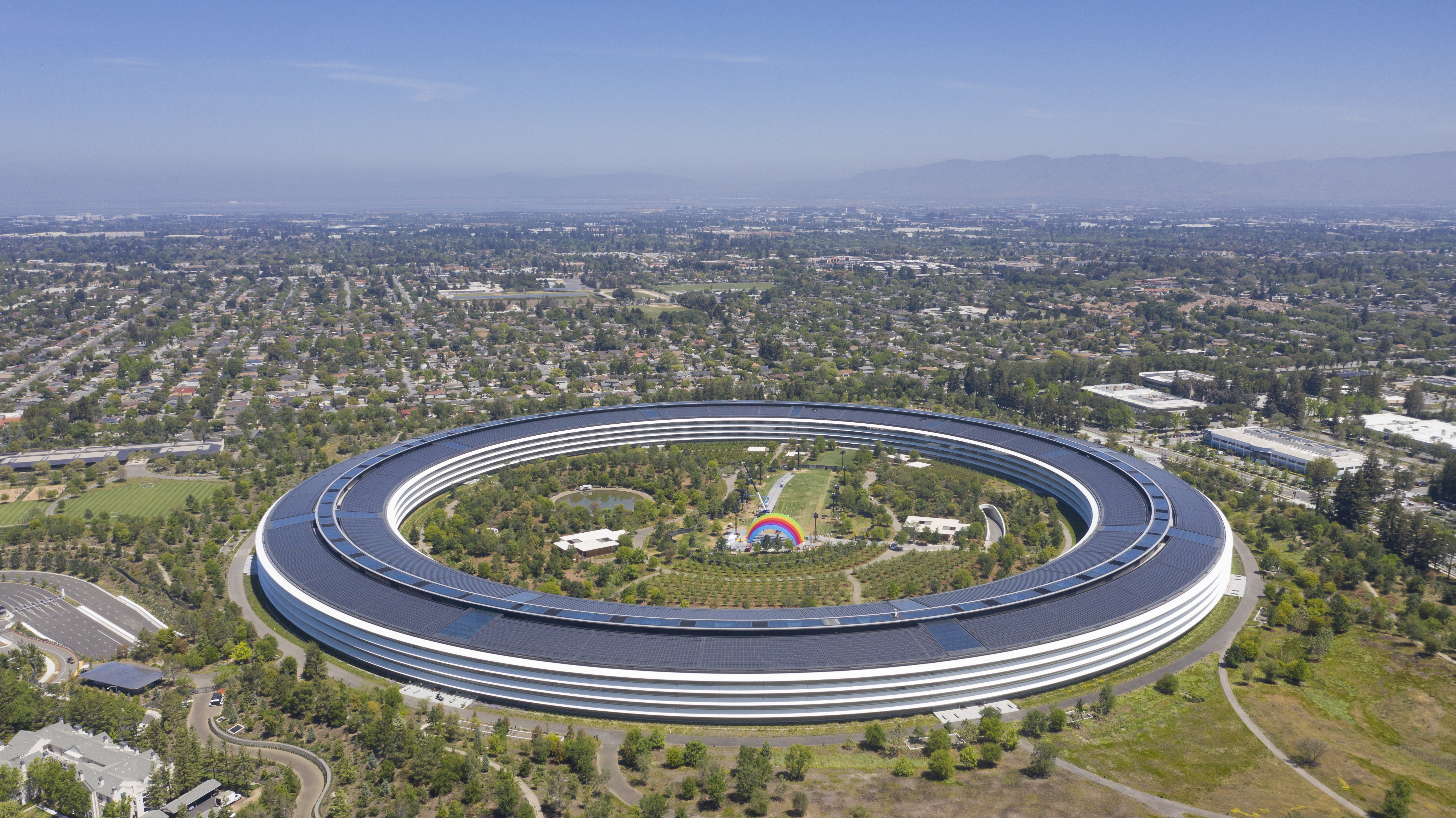
Appleの本社（Apple Park）

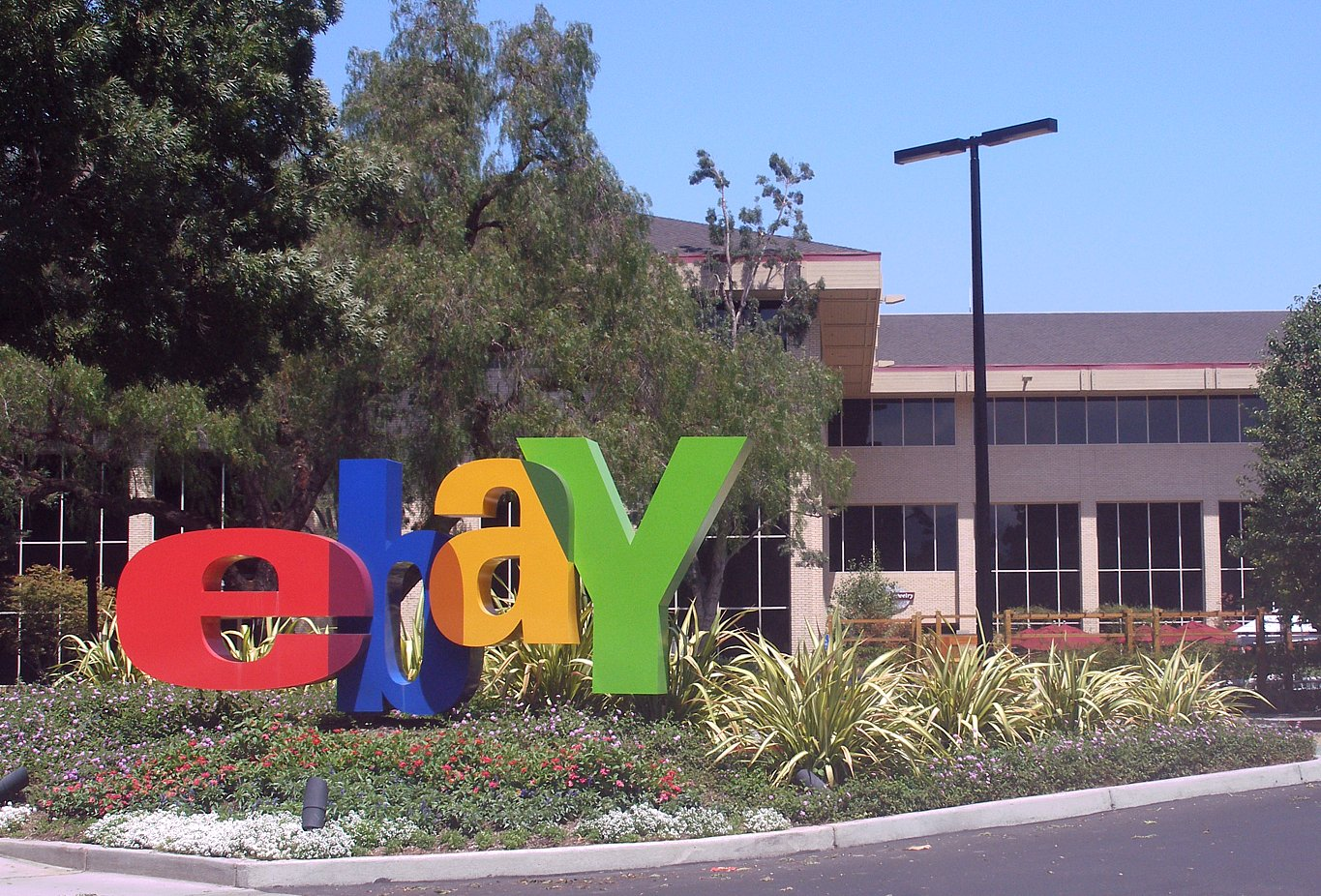
eBay

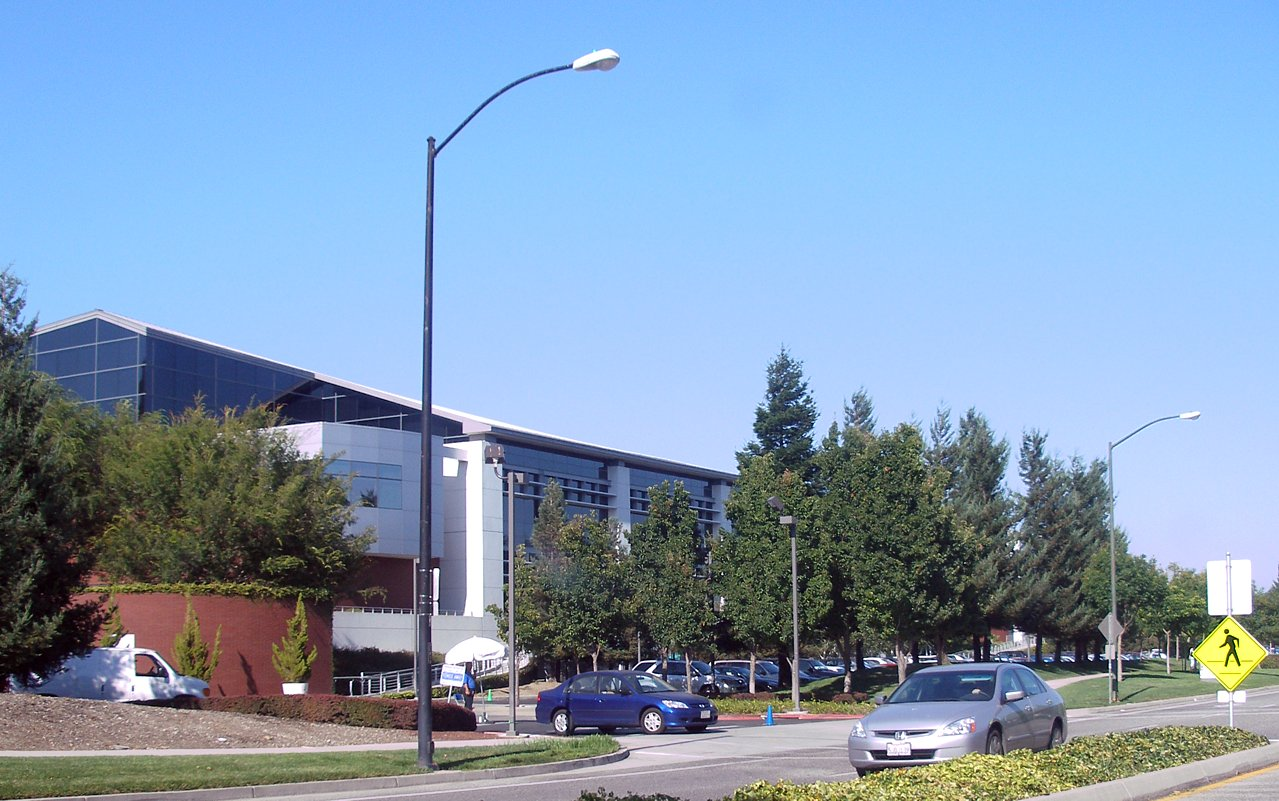
Googleの本社

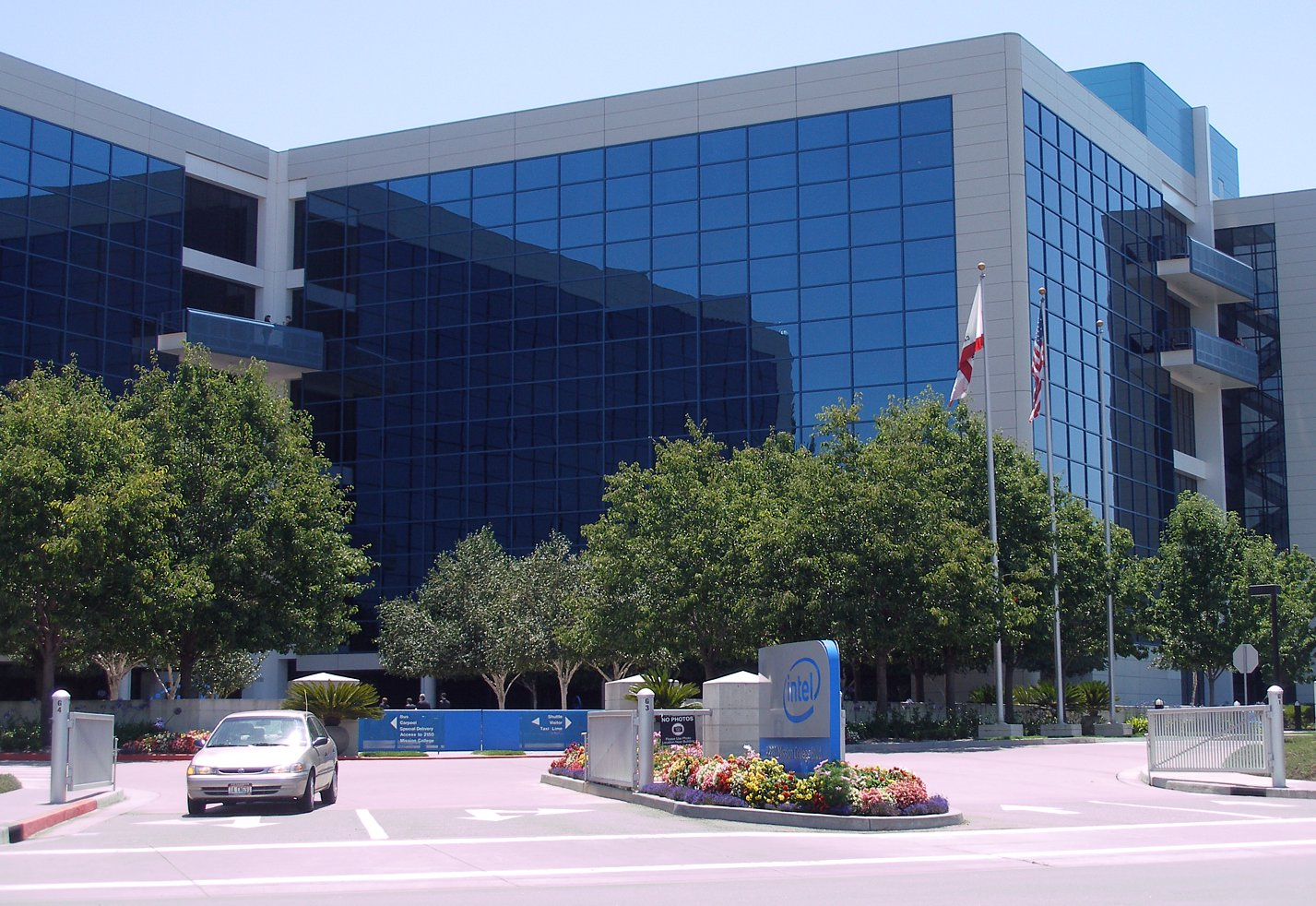
インテルの本社、ロバート・ノイスビル

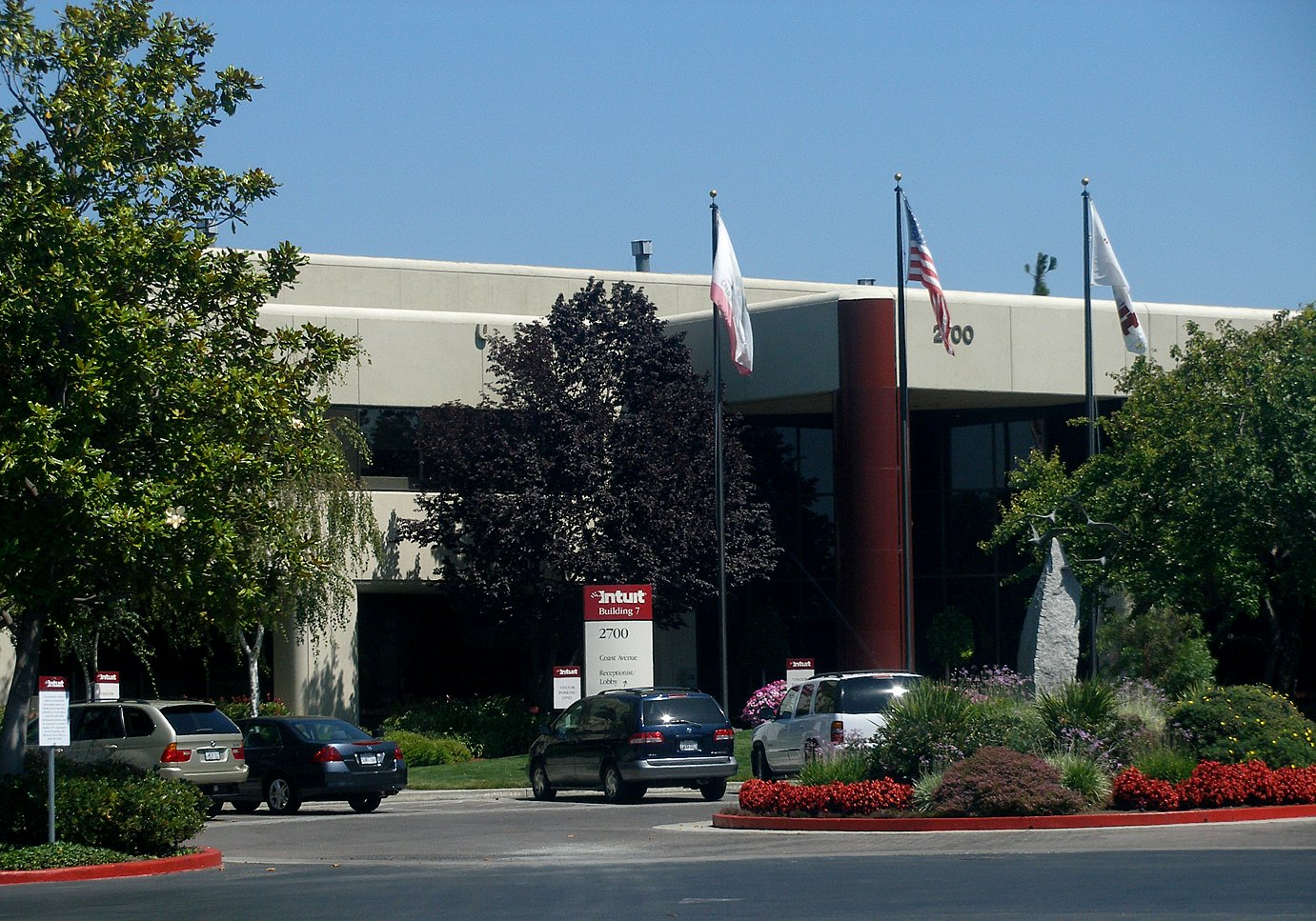
インテュイット

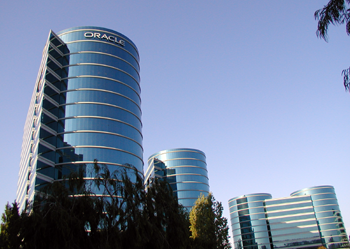
オラクル

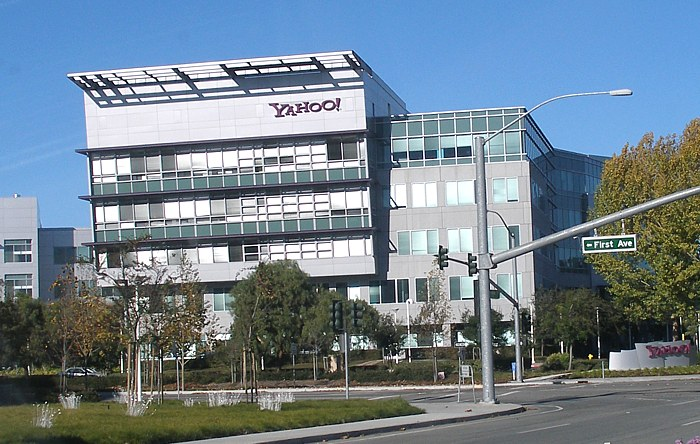
Yahoo!

- アドバンスト・マイクロ・デバイセズ（AMD）
- アジレント・テクノロジー（Agilent Technologies）
- Apple
- アプライド・マテリアルズ（Applied Materials）
- シスコシステムズ
- eBay（イーベイ）
- エレクトロニック・アーツ
- Google（グーグル）
- ヒューレット・パッカード（HP）
- インテル
- インテュイット
- ジュニパーネットワークス
- マックストア
- ナショナル セミコンダクター
- Facebook（フェイスブック）
- ネットアップ
- NVIDIA（エヌビディア）
- オラクル
- サン・マイクロシステムズ
- シマンテック
- ザイリンクス
- Yahoo!（ヤフー・インク）

上記に加えてシリコンバレー内に本拠を置く著名な企業は（一部は現存しない）
- テスラ
- スリーコム（HPが買収）
- アダプテック
- アムダール
- アタリ
- Atmel（アトメル）
- サイプレス・セミコンダクター
- ファウンドリーネットワークス
- Knight-Ridder（ナイトライダー。The McClatchy Company（マクラシー社）が取得）
- LSIコーポレーション（LSIC）
- マカフィー（インテルが買収）
- ネットスケープ（AOLが取得）
- NeXT Computer, Inc.（ネクスト・コンピュータ。現Apple Inc.）
- パーム（HPが買収）
- ACCESS Systems（アクセスシステムズ）
- PayPal（ペイパル。eBayが取得）
- Powerset（パワーセット）
- ラムバス
- レッドバック・ネットワークス
- サンディスク
- シリコングラフィックス
- ソレクトロン（英語版）
- ティーボ
- VA Software（VAソフトウェア。スラッシュドット）
- ベリサイン
- VERITAS（シマンテックが取得）
- VMware（ブイエムウェア。EMCが取得）

## 大学
- スタンフォード大学
- カーネギーメロン大学（西海岸キャンパス）
- サンノゼ州立大学
- サンタクララ大学

正確には以下の大学はシリコンバレーに位置していないが、近隣の研究機関としてこの地に貢献している：
- カリフォルニア州立大学イーストベイ校
- カリフォルニア大学デービス校
- カリフォルニア大学バークレー校
- カリフォルニア大学サンタクルーズ校

## シリコンバレー日系団体・組織
- ジェトロ Business Innovation Center（BIC）
- Silicon Valley Japanese Entrepreneur Network（SVJEN）
- Silicon Valley Multimedia Forum（SVMF）
- Japan America Business Initiatives（JABI）
- Japanese Technology Professional Association（JTPA）
- Japan Bio Community
- Keizai Society

## その他の最先端工業地域
シリコンバレーの成功は、アメリカ全土に知れ渡り、経済が停滞していたアメリカにとって、IT産業の隆盛は経済復活の狼煙となった。そのため、必然的に他地方でも大手、ベンチャー企業や大学、政府などの働きかけによってIT産業が成熟する基盤が築き上げられ、そのうちの幾つかは着実に成果を上げ、成長を遂げた。それに従い、シリコンバレー各地で、大成功の象徴であるシリコンバレーに肖り、愛称や俗称が付けられているようになっている。ここに挙げているのは一部だが、英語版wikipediaを確認すると実に50箇所以上の地域が存在しており、中には基盤や育成土壌は未熟であるが、優秀なベンチャー誘致の手段として名乗っていた例も見られる。
- リサーチ・トライアングル・パーク （ノースカロライナ州のラーリー、ダーラム、チャペルヒルを囲む地帯。シリコンバレーと並び、よく知られる場所である）
- エレクトロニクスハイウェイ （マサチューセッツ州近辺）
- エレクトロニクスベルト （フロリダ州中部、タンパ - オーランドに至る一帯）
- シリコンコースト （マイアミ近辺）
- リサーチインダストリアルパーク （ボストン市を中心としたニューイングランド一帯。ルート128の愛称がある）
- テックコースト (南カリフォルニア一帯)
- シリコンデザート （アリゾナ州フェニックス都市圏一帯。安価な労働力と土地代、良好な環境で急成長）
- シリコンプレーリー （テキサス州ダラス・フォートワース複合都市圏、シカゴ都市圏など）
- シリコンヒルズ （テキサス州オースティン近辺）
- シリコンマウンテン （コロラド州デンバー周辺）
- シリコンフォレスト （オレゴン州ポートランド ）
- シリコンアレー （ニューヨーク州マンハッタン一帯）
- ハドソンバレー （ニューヨーク州ハドソン川添い）
- ボストン・ルート128沿い （マサチューセッツ州）

## 世界のシリコンバレー
シリコンバレーの成功は世界的にも知れ渡り、各国でIT産業の突出した集積地に「○○○のシリコンバレー」あるいは「シリコン○○○」「○○○のバレー」異名が付けられている。自然発生的にそう呼ばれるようになった他称・通称もあれば、政府などがシリコンバレーをモデルにしていると明言している場合もある。IT以外で企業誘致や起業促進を図る地域も「○○○バレー」と呼ぶ例もある。

### アジア
- 中華人民共和国 - 北京市海淀区中関村
- 中華人民共和国 - 深圳市
- 台湾 - 新竹市
- ベトナム - ハノイ
- インド - バンガロール
- イスラエル - テルアビブ（「シリコン・ワジ」）

### ヨーロッパ
- ヨーロッパ全体 - アイルランド
- イギリス - ロンドン・ショーディッチ（「シリコン・ラウンドアバウト」）、
ケンブリッジ（「シリコン・フェン」）
- スコットランド - シリコングレン
- ドイツ - イェーナ
- フィンランド - オウル
- ブルガリア - ソフィア[12]
- ロシア連邦 - スコルコボ（首都モスクワ郊外）[13]

### 北米・中南米
- ブラジル - カンピーナス

## 日本のシリコンバレー
日本にはシリコンバレーに当たる確定した地区はないものの、IT企業が特に集積する地区が幾つかある。ニュアンスは違うが、三大電気街をシリコンバレーと呼ぶ向きもある。
尚、1980年代には東北地方の東北自動車道沿線をシリコンロード、熊本県を中心とする九州をシリコンアイランドと呼んでいたことがあり、IC製造など電子機器産業が発達した。しかし、後にNICS（後のNIES）諸国の台頭により、企業が相次いで工場閉鎖、それに伴う衰退により、21世紀以降これらの呼称が使われる機会は急減した。
その一方で、九州では2020年代になると熊本県菊陽町に台湾の企業・TSMCの工場が建設されるなど「日の丸半導体」（日本製の半導体とその産業を指す）再興に向けた動きが活発化しつつあり、「シリコンアイランド復活」というスローガンがメディアなどで取り上げられることが増えている。

### 主なIT産業集積地
- 北海道札幌市：札幌駅北口、札幌テクノパーク
- 北海道旭川市：旭川リサーチパーク
- 青森県八戸市：八戸北インター工業団地八戸ハイテクパーク
- 岩手県：盛岡西リサーチパーク、花巻第一工業団地テクノパーク
- 宮城県：ミドリテクノパーク
- 東京都渋谷区：IT産業の集積地であり、「渋谷」を1文字ずつ英語に訳した"bitter valley"と情報量の単位の「ビット」から「ビットバレー」と呼ばれている。特に渋谷区神泉町や、渋谷区渋谷を指す。
- 東京都港区：渋谷駅に隣接する南青山（表参道駅）周辺や六本木ヒルズなどにはベンチャー系のIT企業が多い。
- 神奈川県川崎市：多摩川沿い一帯、特に中原区を中心とした南武線の沿線には国内大手のIT企業が密集する。また川崎市の北西部である麻生区の黒川駅周辺には「かわさきマイコンシティ」の名の商工業地帯がある。
- 神奈川県横浜市：金沢区にある、財団法人横浜産業振興公社が運営する横浜金沢ハイテクセンター周辺に新産業の集積した地域が作られ、京浜工業地帯のリニューアルがめざされている。
- 神奈川県横須賀市：NTTドコモのR&Dセンター周辺（YRP）
- 千葉県：浦安市・幕張新都心（千葉市）・千葉ニュータウン（印西市）
- 茨城県：筑波研究学園都市（つくば市）
- 栃木県：宝積寺駅周辺
- 長野県：諏訪市を中心に、精密機械の工場が多数ある。
- 京都府：京都リサーチパーク、長岡京市周辺、関西文化学術研究都市周辺など
- 奈良県：関西文化学術研究都市、天理市周辺
- 大阪府：関西文化学術研究都市（学研都市）周辺と、臨海部の神戸へと続く阪神工業地帯が接続され、学研都市の成果によるリニューアルがめざされている。渋谷のビットバレーに連携して、ベタバレーという関西ネット系の集団も形成された。
- 和歌山県：田辺市・白浜周辺。
- 島根県：松江市
- 福岡県：飯塚市
- 熊本県：阿蘇山一体などに半導体メーカーの工場が多数ある。
- 大分県：九州には半導体メーカーの工場が多数あり、1980年代からシリコンアイランドの名がある。
- 鹿児島県霧島市：交通の利便性から大手の半導体メーカーが拠点を置き、また旧国分市により上ノ原テクノパークが設置されている。

## 参考資料
- 枝川公一「シリコン・ヴァレー物語」（中央公論新社・中公新書、1999）
- 東一眞「シリコンバレーの作り方」（中央公論新社・中公新書ラクレ、2001）
- アナリー・サクセニアン『現代の二都物語 なぜシリコンバレーは復活し、ボストン・ルート128は沈んだか』(講談社 1995)